# Villa di Chiavenna
Villa di Chiavenna est une commune italienne de la province de Sondrio, en Lombardie.

## Administration
| Période                                  | Période  | Identité        | Étiquette | Qualité |
| ---------------------------------------- | -------- | --------------- | --------- | ------- |
| 29 mai 2006                              | En cours | Giglio Maraffio |           |         |
| Les données manquantes sont à compléter. |          |                 |           |         |

### Hameaux
Canete, Case Foratti, Case Scattoni, Chete, Dogana, Giavera, Ponteggia, San Barnaba, San Sebastiano.

### Communes limitrophes
Novate Mezzola, Piuro, Bregaglia (CH).